# The Gestures
The Gestures var ett amerikanskt garagerockband från Mankato i Minnesota, bildat 1963. Gruppen gav ut ett par singlar i mitten av 1960-talet på det lokala skivbolaget Soma. Av dessa var "Run, Run, Run" den mest framgångsrika och blev 44:a på Billboardlistan i slutet av 1964.
The Gestures invaldes 2008 i Minnesota Rock & Country Hall of Fame.

## Bandmedlemmar
- Gus Dewey – gitarr, sång
- Tom Klugherz – basgitarr
- Dale Menten – sång, gitarr
- Bruce Waterston – trummor

## Diskografi
Album
- 1996 – The Gestures (samlingsalbum)

Singlar
- 1964 – "Run, Run, Run" / "It Seems To Me"
- 1964 – "Six Days On The Road" / "Run, Run, Run" (delad singel med Dave Dudley)
- 1964 – "Liar, Liar" / "Run, Run, Run" (delad singel med The Castaways)
- 1965 – "Don't Mess Around" / "Candlelight"